# Almeria, Biliran
Almeria là một đô thị cấp năm ở tỉnh Biliran, Philippines. Theo điều tra dân số năm 2000, đô thị này có dân số 13.854 người trong 2.886 hộ.

## Các đơn vị hành chính
Almeria, về mặt hành chính, được chia thành 13 khu phố (barangay).
- Caucab
- Iyosan
- Jamorawon
- Lo-ok
- Matanggo
- Pili
- Poblacion
- Pulang Bato
- Salangi
- Sampao
- Tabunan
- Talahid
- Tamarindo